# Vicenç de Paul González i Castells
Vicenç de Paul González i Castells (Barcelona, 12 de desembre de 1920 - 1999) és un impressor i polític català.

## Biografia
Establit a Valls, era fill de Manuel González Alba i des de 1954 a 1984 ha treballat com a impressor gerent de la Impremta Castells, de Valls, empresa familiar fundada el 8 de setembre de 1882. Ha estat un dels fundadors de Convergència Democràtica de Catalunya (CDC) a Valls en 1976. Fou regidor a l'ajuntament de Valls després de les eleccions municipals espanyoles de 1979 elegit diputat per la província de Tarragona a les eleccions al Parlament de Catalunya de 1984 i 1988. De 1984 a 1992 ha estat membre de la Comissió d'Agricultura, Ramaderia i Pesca del Parlament de Catalunya. El 1988 fou membre del Consell Assessor de RTVE a Catalunya.